# 亨特利鎮區 (明尼蘇達州馬歇爾縣)
亨特利鎮區（英語：Huntly Township）是位於美國明尼蘇達州馬歇爾縣的一個行政鎮區。

## 歷史
亨特利帕克鎮區於1902年設立，得名自當地常見的獵駝鹿活動。

## 地方資料
亨特利鎮區的面積為94.87平方千米，當中陸地面積為93.42平方千米，而水域面積為1.45平方千米。根據2020年美國人口普查的數據，當地共有人口69人，而人口密度為每平方千米0.73人。